# Marcus Licinius Crassus (consul in 30 v.Chr.)
Marcus Licinius Crassus (1st eeuw v.Chr.) was een kleinzoon van triumvir Marcus Licinius Crassus Dives.
Hij vocht aan de zijde van Sextus Pompeius Magnus Pius en Marcus Antonius tegen Octavianus. Toen Octavianus hem het consulaatschap in 30 v.Chr. aanbood veranderde hij van kamp. Het jaar erop werd hij aangesteld als proconsul voor Macedonië en kreeg de opdracht de Bastarnen terug over de Donau te drijven, wat hij met succes deed. Persoonlijk vermoordde hij hun koning Deldo.
Crassus mocht nog wel een triomftocht houden, maar de spolia opima kreeg hij niet.